# Фабр, Антуан Франсуа Ипполит

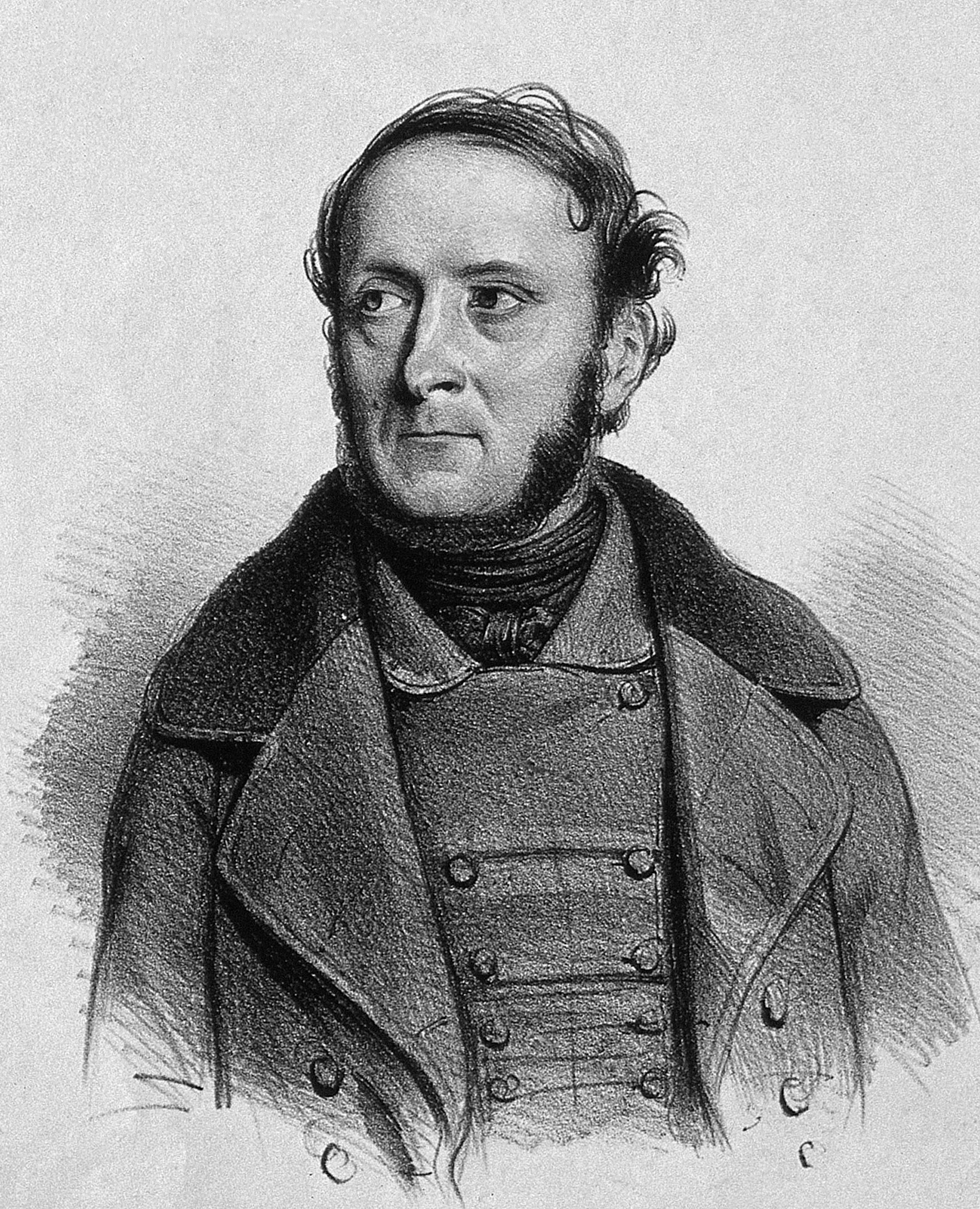
Антуан Франсуа Ипполит Фабр

Антуан Франсуа Ипполит Фабр (фр. François-Antoine-Hippolyte Fabre; 1797—1853) — французский сатирик и врач, редактор "Clinique des hôpitaux" и "Lancette française", автор ценных работ по медицине. Написал нисколько литературных произведений, имевших в своё время успех: "Hélénéide, epithalame en quatre chants" (1837, сатира на бракосочетание герц. Орлеанского); "L'Orphiliade" (1837); "La Némésis medicale" (1840).